# Comportamenti concludenti
I comportamenti concludenti (in latino, facta concludentia), detti anche fatti dimostrativi, sono in diritto una forma di manifestazione tacita della volontà negoziale. Corrispondono ad un contegno che è incompatibile con una volontà diversa da quella che si può dedurre dai fatti stessi.
In italiano semplice, i facta concludentia sono comportamenti che lasciano intendere una certa volontà, indipendentemente dai motivi del comportamento. In altre parole, il comportamento concludente è un comportamento che non costituisce direttamente un mezzo di comunicazione e di espressione, ma che presuppone e realizza una volontà, e così indirettamente la manifesta.
Ad esempio una persona che dopo aver scritto, datato e sottoscritto di propria mano il testamento, volontariamente lo distrugge, intenda o no comunicare qualcosa a qualcuno, fa presupporre all'ordinamento la volontà di revocarlo. Un altro esempio è questo: una persona che sale su un autobus pubblico può avere vari motivi. Può volere andare in un luogo, può volere ripararsi dalla pioggia, volere calore, scappare da una situazione. Ma indipendentemente dal motivo del suo comportamento di salire sull'autobus, salire sull'autobus implica che la persona accetta tacitamente il contratto di trasporto, cioè accetta di essere trasportata in cambio del prezzo del biglietto che deve essere validato. La persona non deve dichiarare che vuole pagare, oppure che vuole validare il biglietto: accetta queste cose come valide con il solo entrare nell'autobus. Per questo entrare nell'autobus è un fatto dimostrativo. 
La manifestazione tacita, tuttavia, si può evincere anche da un comportamento concludente dichiarativo. Così per il chiamato all'eredità che, all'apertura della successione, venda ad un terzo un bene ereditario. La legge attribuisce a tale comportamento dichiarativo la volontà di accettare e l'assunzione della qualità di erede perché l'atto di disposizione fa presupporre, anche contro l'intenzione del disponente, la volontà di accettare.